# Chuck Smith
Chuck Smith (né le 24 juin 1979) est un espérantiste originaire des États-Unis, vivant en Allemagne, où il travaille comme programmeur pour iPhone.

## Voyageur espérantophone
Chuck Smith a appris la langue internationale espéranto en février 2001 et a fondé la version espérantophone de Wikipédia en novembre 2001. Chuck Smith a réalisé un voyage à travers 14 pays d’Amérique du Sud et d’Europe de juillet 2002 à janvier 2003, et a pris part à de nombreuses rencontres espérantophones au cours de son trajet. C’est au cours de ce voyage qu’il a incité Miroslav Malovec à fonder la version tchèque de Wikipédia.

## Créations sur Internet
En novembre 2006, Chuck Smith lance Eklaboru, un site Internet pour rechercher du travail ou des employés. Il lance en janvier 2007 le site Amikumu, site de rencontres entre amis et de dépôt de photos, site qui disparaît en juillet 2008. C’est en 2015 qu’il est à la tête de l’équipe chargée de l’ajout d’un cours en ligne d’espéranto sur le site Internet d’apprentissage de langues Duolingo, à destination des anglophones. En quelques mois, plus de 200 000 anglophones s’inscrivent sur ce cours.

## Actions en Espérantie
Il a été membre de l’association des jeunes espérantistes des États-Unis (USEJ) et d’Éducation sur Internet (E@I). Il a également été représentant de l’Association mondiale d’espéranto (UEA) aux Nations unies. De janvier 2003 à janvier 2004, il était volontaire à temps-plein pour l’Organisation mondiale des jeunes espérantophones (TEJO) au siège de UEA, à Rotterdam. Puis il a été employé pour Esperanto Antaŭen, au Centre d’espéranto de Calgary, au Canada. À Berlin depuis 2015, il est président du groupe des jeunes espérantophones. Chuck reçoit le titre d’espérantiste de l'année 2015 pour son aide à la diffusion et utilisation de l’espéranto sur Internet, en particulier pour le cours créé sur Duolingo à destination des anglophones. Depuis 2017, grâce à l’application Amikumu qu’il a développée avec Richard Delamore (eo), il est possible de trouver des locuteurs d’une langue sélectionnée par l’utilisateur, par positionnement GPS.